# 浮野町
浮野町（うきのちょう）は、愛知県名古屋市西区にある地名。丁番を持たない単独町名である。住居表示未実施。

## 地理
名古屋市西区北西部に位置する。東は西原町、西は清須市、南は中沼町、北は野南町に接する。

### 河川
- 水場川

## 歴史

### 地名の由来
町名は字浮野に由来する。字名は泥深い土地であったことによるものと推測され、さらに当地に所在する金刀比羅堂境内の天神社はかつて船着天神と称していたという伝承からも農作業に船を用いる必要のあった土地であったと考えられる。

### 沿革
- 1972年（昭和47年） - 西区山田町平田の一部により西区浮野町として成立[1]。

## 世帯数と人口
2019年（平成31年）2月1日現在の世帯数と人口は以下の通りである。
| 町丁   | 世帯数  | 人口    |
| ------ | ------- | ------- |
| 浮野町 | 517世帯 | 1,003人 |

## 学区
市立小・中学校に通う場合、学校等は以下の通りとなる。また、公立高等学校に通う場合の学区は以下の通りとなる。
| 番・番地等 | 小学校               | 中学校               | 高等学校 |
| ---------- | -------------------- | -------------------- | -------- |
| 全域       | 名古屋市立浮野小学校 | 名古屋市立平田中学校 | 尾張学区 |

## 交通

### バス
- 名古屋市営バス（名古屋市交通局）
  - 平田住宅停留所[9]
    - アのりば - ■栄11号系統（栄行）・□小田12号系統（右回り平田住宅行）・□小田12号系統（上小田井駅行）
    - イのりば - ■名駅26号系統（名古屋駅行）・□小田12号系統（左回り平田住宅行）・□山田巡回系統（如意車庫前行）
    - 降車停 - 北緯35度13分38.3秒 東経136度51分38.5秒 / 北緯35.227306度 東経136.860694度

## 施設

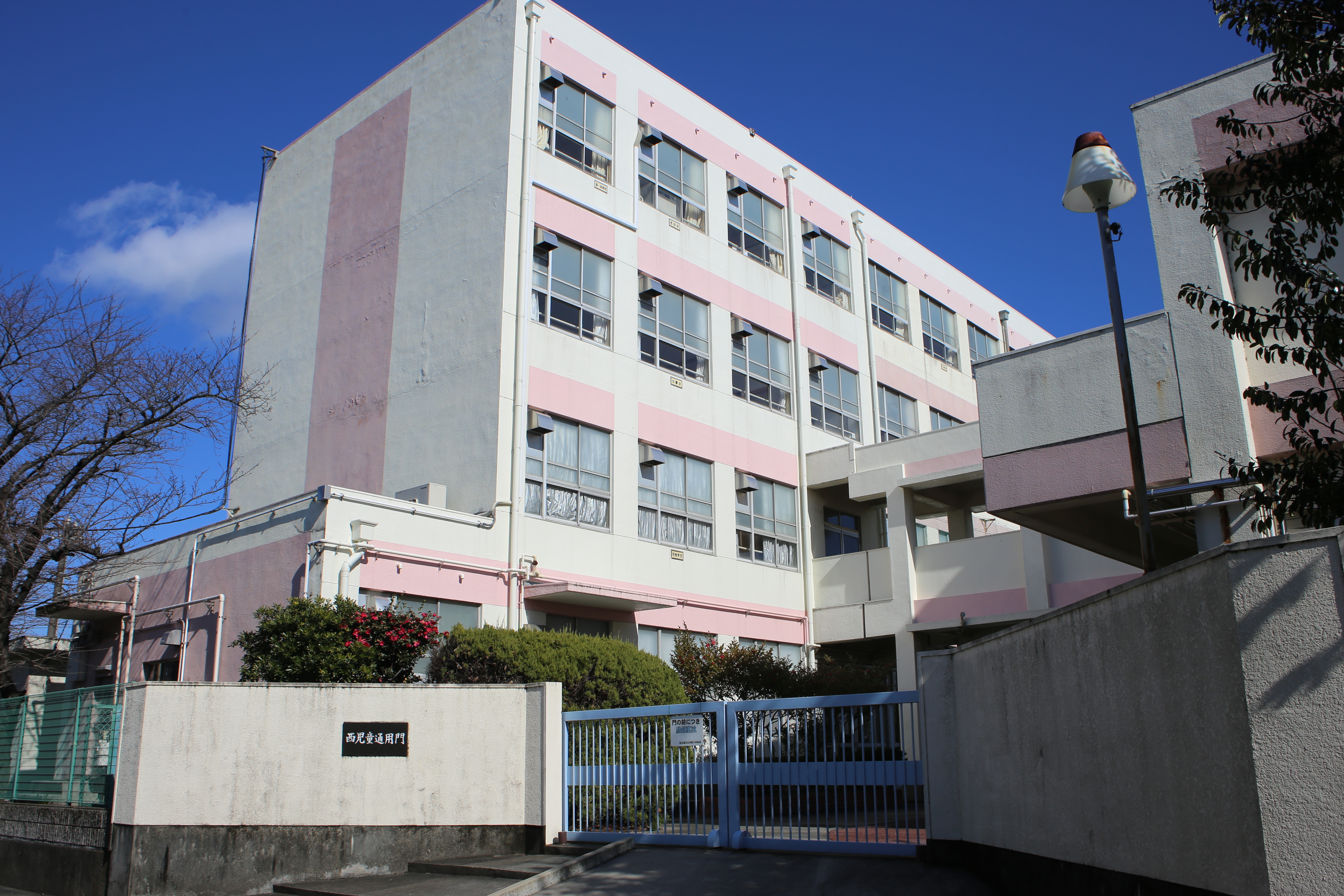
名古屋市立浮野小学校
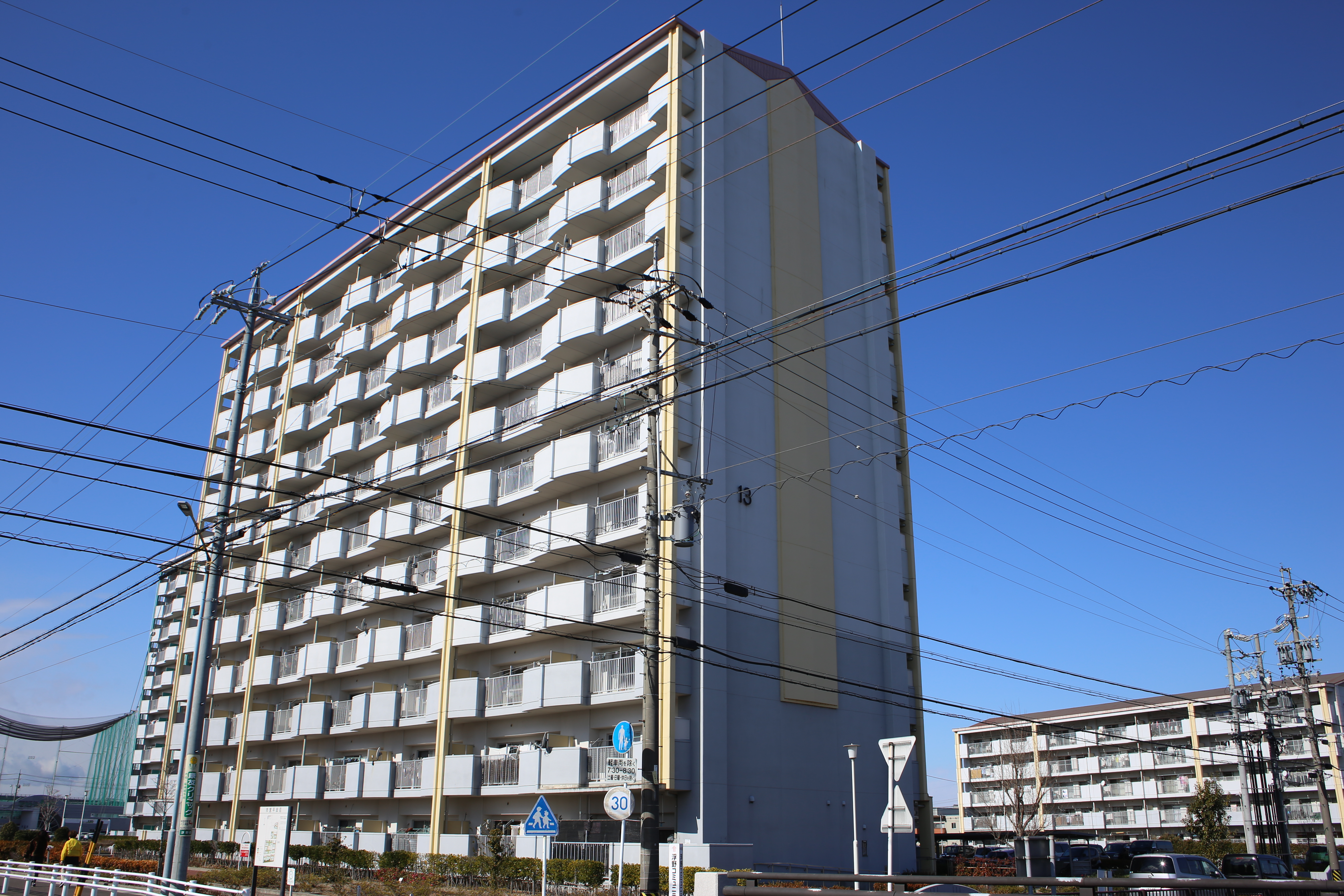
名古屋市営平田荘
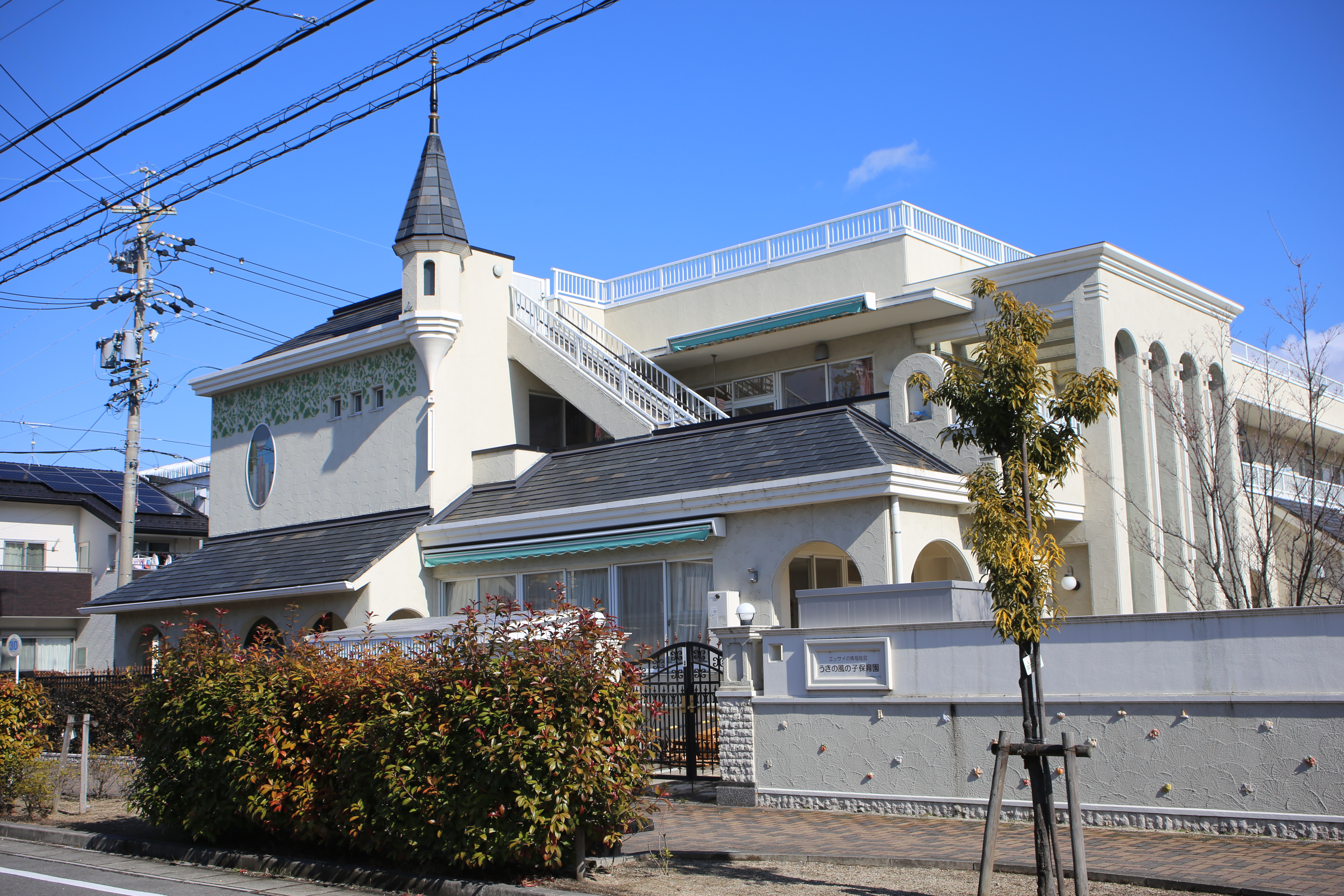
うきの風の子保育園
- 浮野コミュニティセンター
- ハローフーヅ平田店
- 中日信用金庫平田支店

- 名古屋市立浮野小学校
- 市営平田荘
- うきの風の子保育園

## その他

### 日本郵便
- 郵便番号 : 452-0846[4]（集配局：名古屋西郵便局[10]）。